# Élise Bussaglia
Élise Bussaglia (Sedan, 24 de setembre de 1985) és una centrecampista de futbol amb 158 internacionalitats i 28 gols per França, amb la qual ha arribat a les semifinals dels Jocs Olímpics i el Mundial. Actualment juga al FC Barcelona. També ha sigut subcampiona d'Europa amb l'Olympique de Lió i el VfL Wolfsburg.

## Trajectòria
| Temporades      | Club                   | Títols                               | Selecció (fases finals)                        |
| --------------- | ---------------------- | ------------------------------------ | ---------------------------------------------- |
| 00/01 - 01/02   | Olympique Saint-Memmie |                                      |                                                |
| 02/03 - 03/04   | CNFE Clairefontaine    |                                      | Eurocopa sub-19 2003 (campió)                  |
| 04/05 - 06/07   | FCF Juvisy             | 1 Lliga, 1 Copa                      | Eurocopa 2005 (1ª fase)                        |
| 07/08 - 08/09   | Montpellier HSC        | 1 Copa                               | Eurocopa 2009 (quarts)                         |
| 09/10 - 11/12 0 | Paris Saint-Germain 0  | 1 Copa 0                             | Mundial 2011 (4t lloc) Jocs Olímpics (4t lloc) |
| 12/13 - 14/15 0 | Olympique Lyonnais 0   | 2 Lligues, 2 Copes 0                 | Eurocopa 2013 (quarts) Mundial 2015 (quarts)   |
| 15/16 - 16/17   | VfL Wolfsburg          | 1 Copa                               |                                                |
| 17/18 - act.    | FC Barcelona           | 1 Copa de la Reina, 2 Copa Catalunya |                                                |